# Villa Böhm
Die Villa Böhm ist eine ehemalige großbürgerliche Villa in Neustadt an der Weinstraße (Rheinland-Pfalz), die heute unter Denkmalschutz steht und das Stadtmuseum Neustadt an der Weinstraße beherbergt. Neben einer ständigen Ausstellung zur Geschichte der Stadt Neustadt werden wechselnde Ausstellungen und Veranstaltungen angeboten.

## Geographische Lage
Die Villa Böhm liegt auf einer Höhe von 150 m ü. NHN am Hang der Haardt in einem kleinen Park zwischen der Maximilianstraße (unten) und der Villenstraße (oben), mit Eingängen zu beiden Straßen. An der Maximilianstraße liegt gegenüber die ehemalige Sektkellerei Carstens.

## Geschichte
Die Villa entstand ab 1886 unter der Bauleitung des jüdischen Architekten Ludwig Levy als repräsentativer Wohnsitz des Bankiers Adolf Dacqué. Das Gebäude im Stil der italienischen Neorenaissance besteht hauptsächlich aus Königsbacher Sandstein. Die Innenräume sind von Dekorationsmalereien an den Stuckdecken und von Rokokoelementen geprägt. Um 1900 zog die Weinhändlerfamilie Hoch-Böhm in die Villa, und aus jener Zeit stammt auch der bis heute gebräuchliche Name. 1935 wurde das Anwesen an die Stadt Neustadt verkauft und diente von da an bis 1944 als Dienstsitz des NSDAP-Gauleiters und Reichskommissars Josef Bürckel.
Nach dem Zweiten Weltkrieg verwendete man das Gebäude zunächst in der US-amerikanischen und französischen Militärverwaltung und übergab es 1956 an das Land Rheinland-Pfalz. 
Das Stadtmuseum befindet sich seit 1970 in der Villa. Eine grundlegende Renovierung mit dem Ausbau zur derzeitigen Nutzung erfolgte 1996.
Im Garten befindet sich die aus der Stiftskirche Neustadt stammende Grabplatte des Stiftsdekans und päpstlichen Legaten Heilmann von Wattenheim († 1411).

## Veranstaltungen
Im Sommer findet im Park der Villa Böhm regelmäßig das Sommertheater der Neustadter Schauspielgruppe statt. In der Villa werden seit Juni 2005 auch standesamtliche Trauungen vollzogen.